# BRP Agta
Le BRP Agta (LC-290) est une péniche de débarquement lourde de la marine philippine. De 1972 à 2012, il a servi dans la Royal Australian Navy sous le nom de HMAS Balikpapan. Il a été désarmé en décembre 2012 et a été stocké jusqu’à ce qu’il soit vendu par le gouvernement australien à la marine philippine pour aider à améliorer les capacités du pays en matière d’aide humanitaire et de secours en cas de catastrophe.
Avant d’être mis en service par la marine philippine, le navire, ainsi que les anciens HMAS Betano et HMAS Wewak, ont subi des travaux de rénovation, de radoub et d’entretien à Cebu pendant quelques mois.
Le navire a été mis en service par la marine philippine, avec 2 autres sister-ships et un nouveau Landing Platform Dock, le 1er juin 2016 à Manille.
Selon les conventions de nommage de la marine philippine, le BRP Agta et ses navires jumeaux, les péniches de débarquement lourdes de classe Balikpapan BRP Iwak, BRP Waray (LC-288), BRP Batak (LC-299, ex-HMAS Tarakan) et BRP Ivatan (LC-298, ex-HMAS Brunei), ont tous été nommés d’après des peuples autochtones des Philippines,.

## Histoire opérationnelle
En janvier 2018, le BRP Agta a été utilisé pour la procession fluviale de Mandaue City à Lapu-Lapu City, appelée « Traslacion », le transfert rituel de statues du Santo Niño (l’enfant Jésus) de Cebu et Notre-Dame de Guadalupe. Une plate-forme surélevée a été installée à la proue du navire afin que les gens puissent facilement voir les statues pendant la procession fluviale. Depuis la domination espagnole, le Santo Niño détient le grade militaire de « capitaine général », comme en témoignent sa ceinture et ses bottes constellées de vieilles pièces de monnaie espagnoles. Il a été reconnu comme Celentisimo Capitan General de las Esfuerzas Española en Filipinas (Capitaine général le plus estimé des forces espagnoles aux Philippines). En 2011, l’image a reçu le titre de « Lord Amiral de la mer » de la marine philippine en reconnaissance de la seigneurie du Christ sur les marins et l’écologie marine. Sept autres navires des forces navales centrales (Navforcen) ont été utilisés lors de la procession fluviale.
En décembre 2018, le BRP Agta, en collaboration avec le BRP Waray, le Multi-Purpose Attack Craft (MPAC) Mk 1 (BA-484), le BRP Juan Magluyan, le Corps des Marines des Philippines et les unités du Groupe des opérations spéciales navales, a mené une opération amphibie sur l’île de Minis à Patikul, province de Sulu. L’opération amphibie a abouti à la neutralisation de sept bandits d’Abou Sayyaf, l’arrestation de 10 individus et récupération de plusieurs armes à feu et autres matériels de guerre. L’équipage du BRP Agta a par la suite reçu la Médaille du mérite militaire avec dispositif de fer de lance pour sa participation à l’opération.
Le 21 décembre 2021, le BRP Agta a fait partie des deux navires de la marine philippine qui sont arrivés à Cebu, transportant environ 645 tonnes d’articles essentiels, d’aide humanitaire et de matériel de secours en cas de catastrophe (HADR), ainsi que des véhicules pour les Cebuanos frappés par le typhon Odette. L’autre navire était le BRP Tarlac (LD-601). Le BRP Agta avait quitté la ville de Cavite pour Cebu le 20 décembre, transportant des tonnes de biens de secours et d’autres cargaisons pour les Visayas. Le porte-parole de la marine philippine, le commandant Benjo Negranza, a déclaré qu’un total de 1000 colis alimentaires et 200 sacs de riz ont été chargés sur le BRP Agta à Cavite City. Il a ajouté que le BRP Agta était parti avec un total de 145 600 kg de biens de secours à destination de la ville de Lapu-Lapu, à Cebu, qui seront distribués aux personnes touchées par Odette. Au total, 19 navires de la marine philippine ont été déployés dans les zones gravement touchées par le typhon Odette : Cebu, Palawan, Surigao, les îles Dinagat et l’île de Siargao.
En octobre 2024 à nouveau, les Philippines ont été touchées par un typhon, nommé Julian. Le BRP Agta est arrivé à Batanes pour livrer un premier lot de biens de secours aux familles. Ce premier voyage du BRP Agta a permis d’apporter 864 sacs de riz de l’Autorité nationale de l’alimentation (NFA) demandés par le gouverneur Marilou Cayco au Bureau de la défense civile, ainsi que divers articles de secours. Le gouvernement de Batanes a exprimé sa profonde gratitude à l’ensemble de la marine philippine, à l’équipage du BRP Agta et à toutes les institutions qui ont apporté leur aide et leur soutien, alors que la province tentait de se remettre des effets du typhon Julian.